# الوی کامپوس
الوی کامپوس (اسپانیایی: Eloy Campos‎؛ زادهٔ ۳۱ مهٔ ۱۹۴۲) بازیکن فوتبال اهل پرو بود.
از باشگاه‌هایی که در آن بازی کرده‌است می‌توان به باشگاه فوتبال اسپورتینگ کریستال اشاره کرد.
وی همچنین در تیم ملی فوتبال پرو بازی کرده‌است.